# Waifu Impact
Waifu Impact es un videojuego de disparos en tercera persona desarrollado por Mitsuki Game Studio y publicado por JanduSoft para Nintendo Switch, PlayStation 4 y 5, y PC en abril de 2022. El juego es protagonizado por un grupo de chicas estillo anime (o "waifus") en traje de baño en una isla paradisiaca, cuyas armas son pistolas de agua. El objetivo es desbloquear más personajes recolectando estrellas repartidas por la isla.

## Recepción
El juego ha recibido críticas universalmente negativas. Nintendo Life cita la versión para Nintendo Switch como un «Fortnine para un solo jugador con fanservice, pero sin lo divertido» y criticando la necesidad de "colgarse" de juegos exitosos como Genshin Impact, otorgando una puntuación de 30/100. Revogamers lo cita como una «mala demo», criticanto tanto el apartado sonoro como artístico pero considerando la jugabilidad como decente, puntuando el juego con un 4.
La versión para Nintendo Switch tiene una puntuación promedio de 15/100 en Metacritic, basado en 4 reseñas, estando por debajo de Vroom in the Night Sky con 17/100 (aunque el umbral de reseñas es 7 para que sea listado).